# Eudorylas duocollis
Eudorylas duocollis är en tvåvingeart som beskrevs av Morakote och Kôji Yano 1990. Eudorylas duocollis ingår i släktet Eudorylas och familjen ögonflugor. Inga underarter finns listade i Catalogue of Life.